# スタミナラーメン (茨城)
スタミナラーメンは、茨城県ひたちなか市のご当地ラーメン。
レバーやキャベツなどをベースにした甘辛い餡が特徴。ひたちなか市を中心として茨城県下に40店以上もの提供店が存在し、それぞれがさまざまな餡・麺・スープを提供している。また、三大潮流や進化形も存在するとされている。

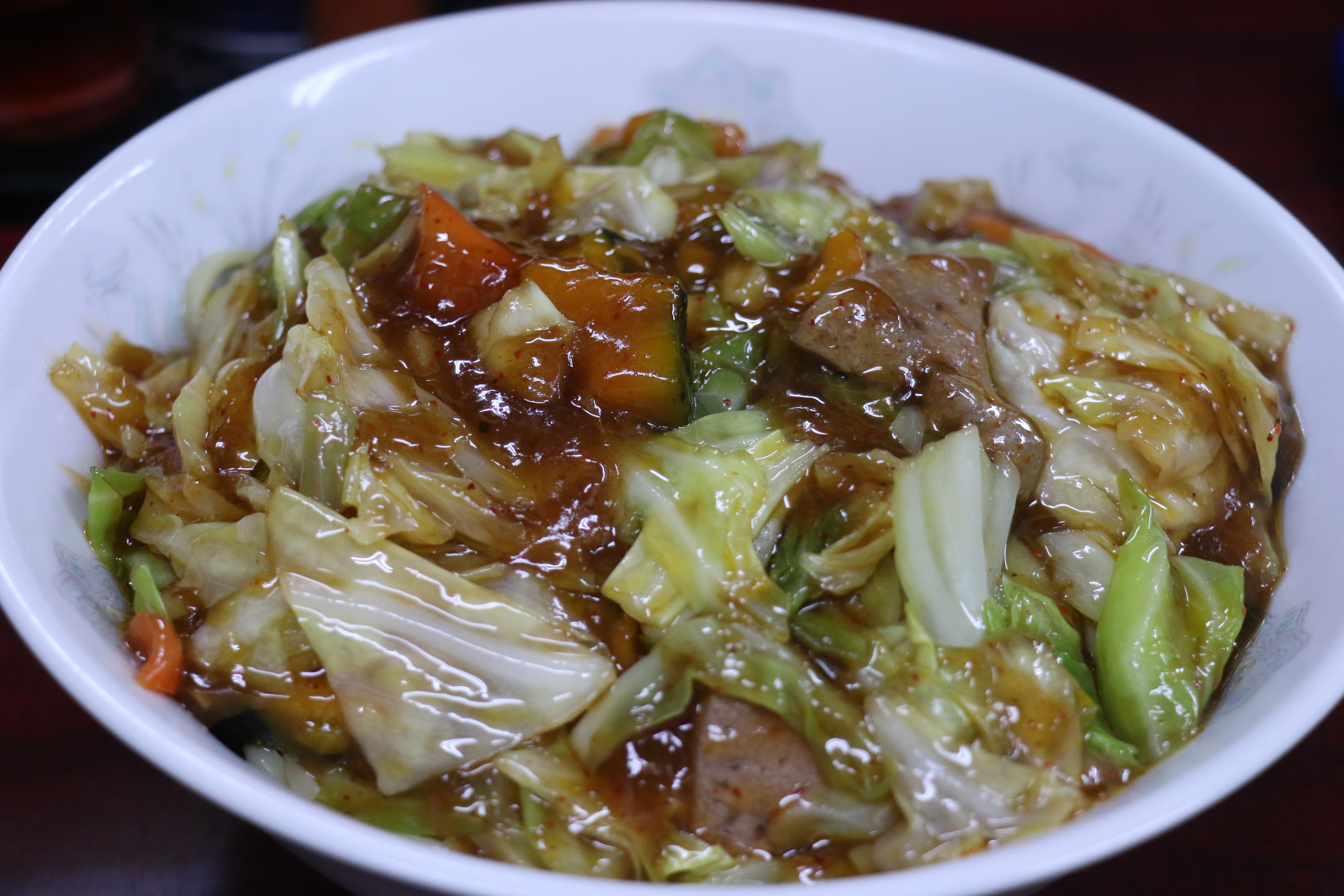
水戸市・松喜吉のスタミナラーメン(2016年11月19日撮影)

## 概要
キャベツ・人参・かぼちゃ・味付けレバー（店によってはホルモン・白菜・ニラなど）による具で構成された甘辛い餡を作り、醤油ラーメンの上にそのままかけるメニュー（ホット）と、できあがった餡を冷水で締めた麺に直接かけるメニュー（冷やし）が存在する。
要望に応じて追加料金でいくらでも大盛りにするのも特徴で、4玉（普通盛りの4倍）以上を完食すると、記念として壁に名前が掲載される店が多い（中にはチャレンジメニュー扱いとなる店もある）。

## 歴史
元々は1970年ごろに、勝田駅前のラーメン屋「大進」のオーナーが餡かけラーメンを発案し、それを受けて当時の店長（長井順一）が作り上げたものが始まりとされる。当時レバーはホルモンの中でも捨てられることが多い部位だったこと、茨城は野菜が安価に手に入りやすいことなどが背景にあり、「学生に安くて栄養のあるものを食べてもらいたい」という理由で考案されたという。
同じオーナーのもとで「寅さんラーメン」が勝田駅前で開業した際に長井が店長として収まり、人気店となった。長井は後に水戸市に移り「スタミナラーメン松五郎」を開店、その関係で同店はスタミナラーメンの「総本家」を名乗っている。なお既に長井は一線を退いており、現在「松五郎」は二代目が継いでいる。現在県内で提供されているものについては「松五郎」からの暖簾分けが多いが、全く同店とは関係ないところで料理人が独自に考案・修行し提供されているものも少なくない。2016年にはアレンジ版として、ひたちなか商工会議所がスタミナラーメンにカレー風味を加えた「幸福の黄色いスタミナ」を考案、新たなご当地ラーメンとしての売り込みを図っている。
「茨城を代表するソウルフード」として県内での認知度は高く、2017年11月にはカルビーが「ご当地ポテトチップス」として「スタミナラーメン味」を地域限定で発売した。